# Lakštingalos

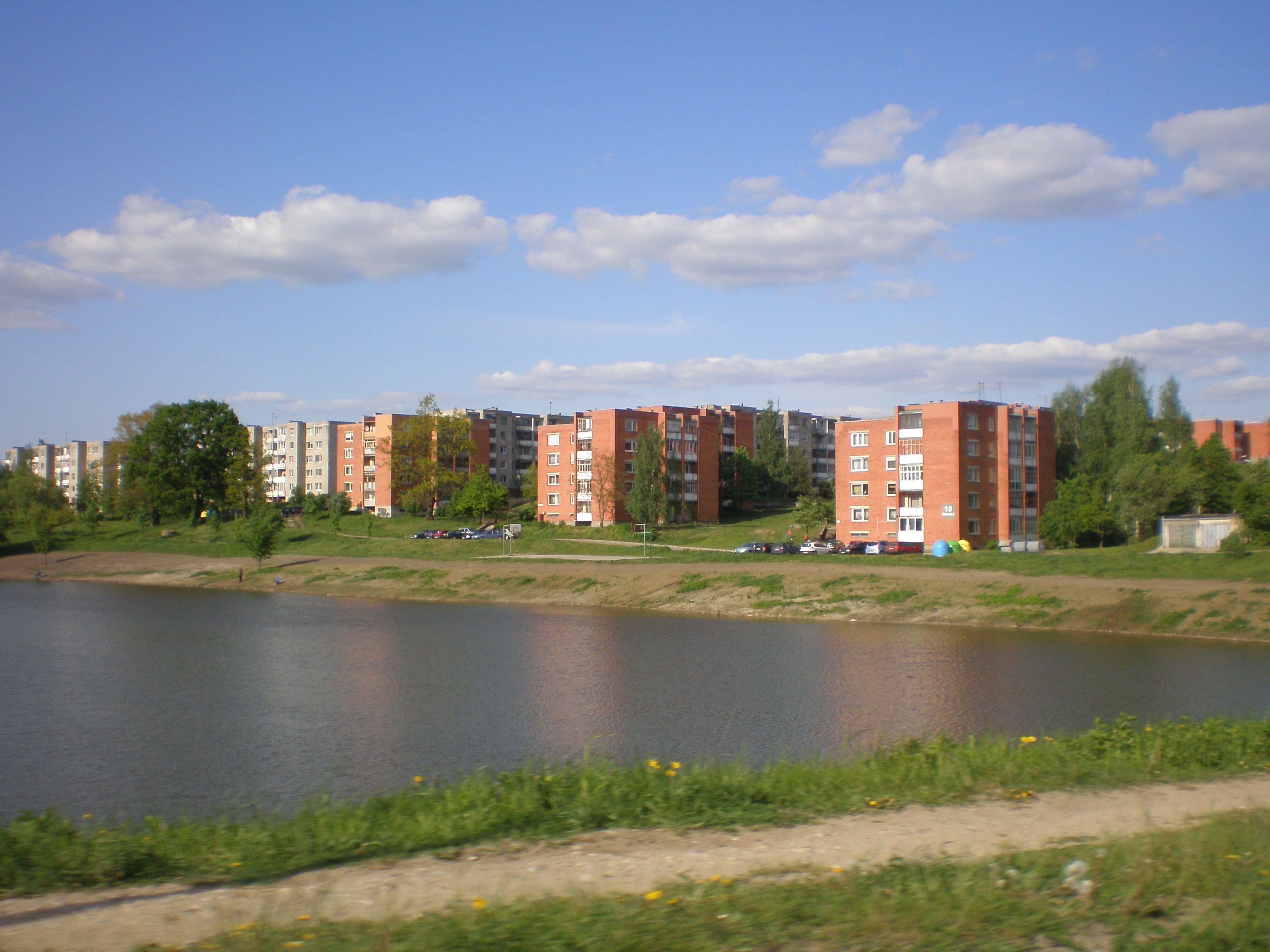
Lakštingalos am Stausee Varnutė

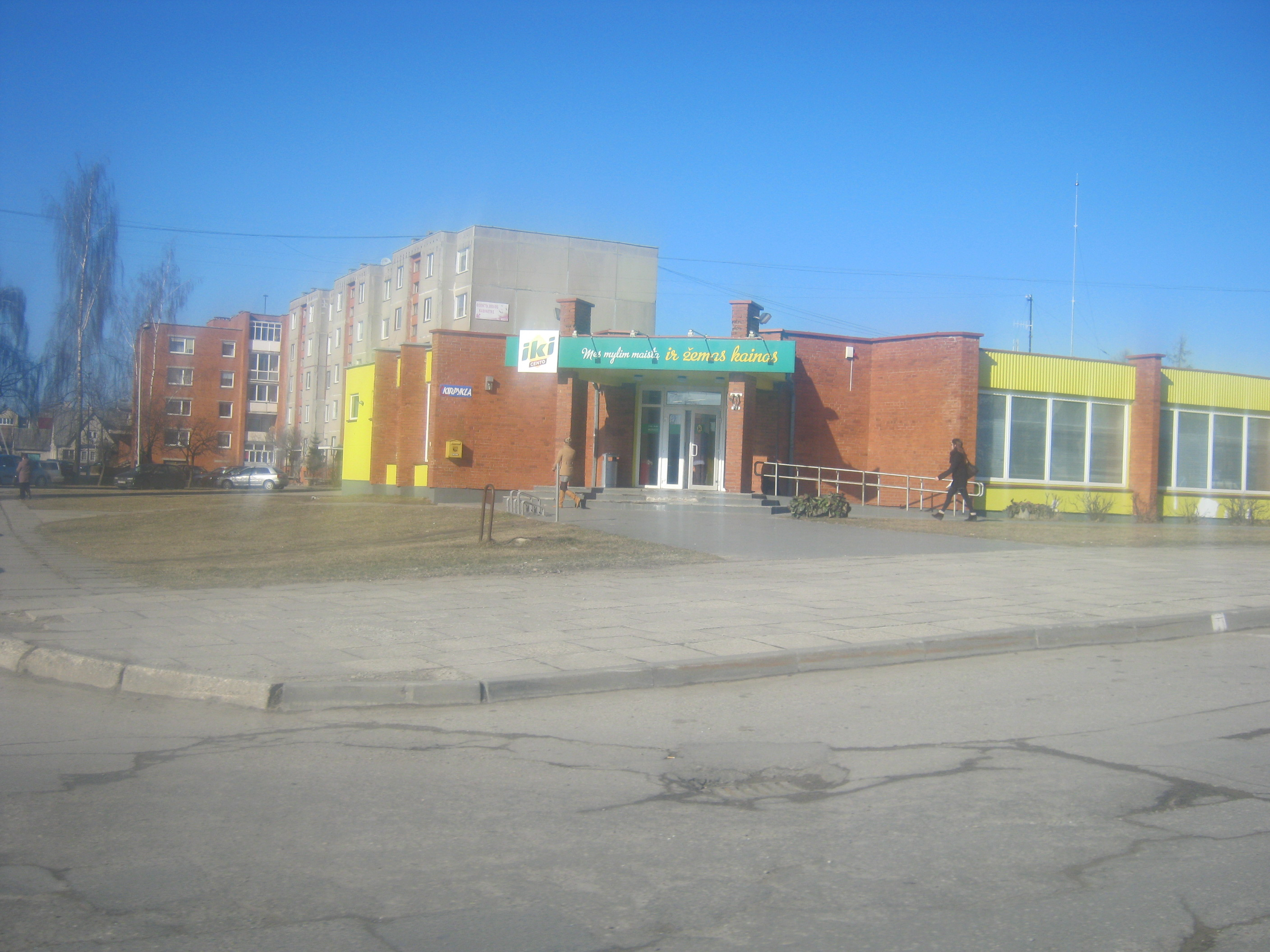
IKI cento, ein Handelszentrum

Lakštingalos (dt. 'Nachtigall') ist der nordwestliche Stadtteil der litauischen Mittelstadt Jonava im Bezirk Kaunas. Die besiedelte Wohngegend befindet sich bei der Varnaka, dem rechten Flussufer der Neris, und Stausee Varnutė, unweit von der Poliklinik und dem Krankenhaus Jonava, Zentralstadion Jonava, an der Fernstraße Jonava-Kėdainiai.
Der zuständige Lakštingalų-Wahlbezirk Nr. 11 (Lakštingalų rinkimų apylinkė Nr. 11) hat 2036 Wahlberechtigte (2012) und gehört zum Wahlkreis Jonava.

## Bauten
In Lakštingalos wurden viele 5-Etagen-Wohnhäuser in Sowjetlitauen gebaut. Einige werden seit 2015 renoviert. Im Stadtteil gibt es eine Krippe-Kindergarten „Lakštingalėlė“ mit 26 Pädagogen (davon 15 Vorschulpädagogen), „IKI cento“-Handelszentrum. Ein Lidl-Supermarket wurde hier 2015 gebaut und wird Ende 2016 geöffnet werden.